# جایزه کاولی
جایزه کاولی (به انگلیسی: Kavli Prize) در سال ۲۰۰۵ از طریق سرمایه‌گذاری مشترک بین آکادمی علوم و ادبیات نروژ، وزارت آموزش و تحقیقات نروژ و بنیاد کاولی تأسیس شد. هدف اصلی این جایزه، اعطای سه جایزه بین‌المللی در هر دو سال یکبار به کسانی است که دستاوردهای برجسته علمی در زمینه‌های اخترفیزیک، علم نانو و علوم اعصاب به دست آورده باشند. جایزه کاولی اولین بار در اسلو، در نهم سپتامبر ۲۰۰۸ اهدا شد. جوایز کسب شده توسط ولیعهد نروژ اهدا می‌شود. جایزه کاولی شامل ۱٬۰۰۰٬۰۰۰ دلار آمریکا و رفته بر آن یک مدال برای هر سه جوایز کاولی.

## زمینه علمی
جایزه کاولی در اخترفیزیک به دستاوردهای برجسته‌ای در زمینه پیشبرد دانش و درک ما از منشأ، تکامل، و خواص جهان از جمله زمینه کیهان‌شناسی، اخترفیزیک، نجوم، علوم سیاره‌ای، فیزیک خورشیدی، علوم فضایی تعلق می‌گیرد.
جایزه کاولی در علم نانو به دستاوردهای برجسته‌ای در زمینه شیمیایی و خواص بیولوژیکی اتمی، مولکولی، ماکرومولوکولی، نانو مواد، ابزار دقیق در مقیاس نانو، سنتز ماکرومولکولی، مکانیک مولکولی و موضوعات مرتبط با آن‌ها تعلق می‌گیرد.
جایزه کاولی در علوم اعصاب به دستاوردهای برجسته‌ای در زمینه پیشبرد دانش و درک ما از مغز و سیستم عصبی، از جمله علوم مولکولی اعصاب، علوم سلولی اعصاب، علم سیستم‌های اعصاب، علوم رشدی اعصاب، علوم شناخت اعصاب، علوم محاسباتی اعصاب و جنبه‌های مربوط به مغز و سیستم عصبی اعطا می‌شود.